# Gyömöre
Gyömöre è un comune di 1 366 abitanti situato nella contea di Győr-Moson-Sopron, nell'Ungheria nordoccidentale.